# Noel "Toca" Rivera
Noel "Toca" Rivera est un percussionniste rendu célèbre par sa collaboration avec l'artiste international Jason Mraz.

## Biographie
Noel "Toca" Rivera croise le chemin de Jason Mraz à San Diego. À l'origine en trio (comprenant Jason Mraz, Toca Rivera et le frère de ce dernier), Toca accompagne Mraz au djembé dès 2002. C'est leur duo acoustique, Mraz à la guitare et Toca au djembé, qui va révéler le percussionniste sur les scènes internationales.
L'instrumentiste sera propulsé sur le devant de la scène mondiale avec le troisième album où il collabore avec Jason Mraz intitulé We Sing. We Dance. We Steal Things avec le hit I'm Yours. En 2006 déjà, le duo avait marqué les esprits lors du Mosaic Music Festival à Singapour.
Noel "Toca" Rivera joue sur les djembés modernisés de la marque Meinl et se distingue par un jeu précis où la percussion s'intègre dans une musique pop rock bien actuelle. Également chanteur, Jason Mraz l'a surnommé "le vocutionniste".

## Discographie
- 2002 : " Waiting for My Rocket to Come " - Jason Mraz album
- 2005 : " Mr. A-Z " - Jason Mraz album
- 2008 : " We Sing. We Dance " Jason Mraz album